# أولاد صالح (هوارة أولاد رحو)
أولاد صالح هي إحدى مشيخات المملكة المغربية، تتبع جغرافيا لإقليم جرسيف وإداريًا لهوارة أولاد رحو. يقدر عدد سكانها بـ 11041 نسمة حسب الإحصاء الرسمي للسكان والسكنى لسنة 2004.